# Dreiköpfig
Dreiköpfige Wappentiere werden in der Heraldik nur selten in Wappen verwendet. Am bekanntesten ist der dreiköpfige Adler aus der manessischen Liederhandschrift und im Wappen vom Landkreis Waiblingen. Weitere Tiere sind die Gänse und Schwäne. Letztere in Wappen einer Adelsfamilie der Herren von Ramschwag. Hier ist der dreiköpfige Schwan im Oberwappen. Der dreiköpfige Elefant ist in Wappen vom ehemaligen Siam dargestellt. In Flagge und Wappen die gleiche Figur zur Zeit des Königreiches Laos (bis 1975). Das Staatssymbol der Republik Indiens sind die goldenen Aschokalöwen auf einem ornamentverzierten Sockel. Die Löwen sind nach dem Kaiser Aschoka benannt, der diese Figuren auf einer Säule in Sanath stellen ließ.
Der dreiköpfige Hund, als Wappentier mit Kerberos bezeichnet, ist eine mehrköpfiger Bracke, welche sich im Wappen von Cerbère befindet; der dreiköpfige Hirsch im Stadtwappen von Cerveteri erweitern die selten benutzten Wappenfiguren. Warum die Dreiköpfigkeit gewählt wird, ist nicht immer eindeutig zu erklären. Auch der Kopf von Menschen wird hier zugezählt. Es ist der Geryon. Genaugenommen ist es eine dreigesichtige Figur aus der griechisch-römischen Mythologie. Bekannter ist der Janus mit den zwei Gesichtern, der auch als Wappenfigur verwendet wird.

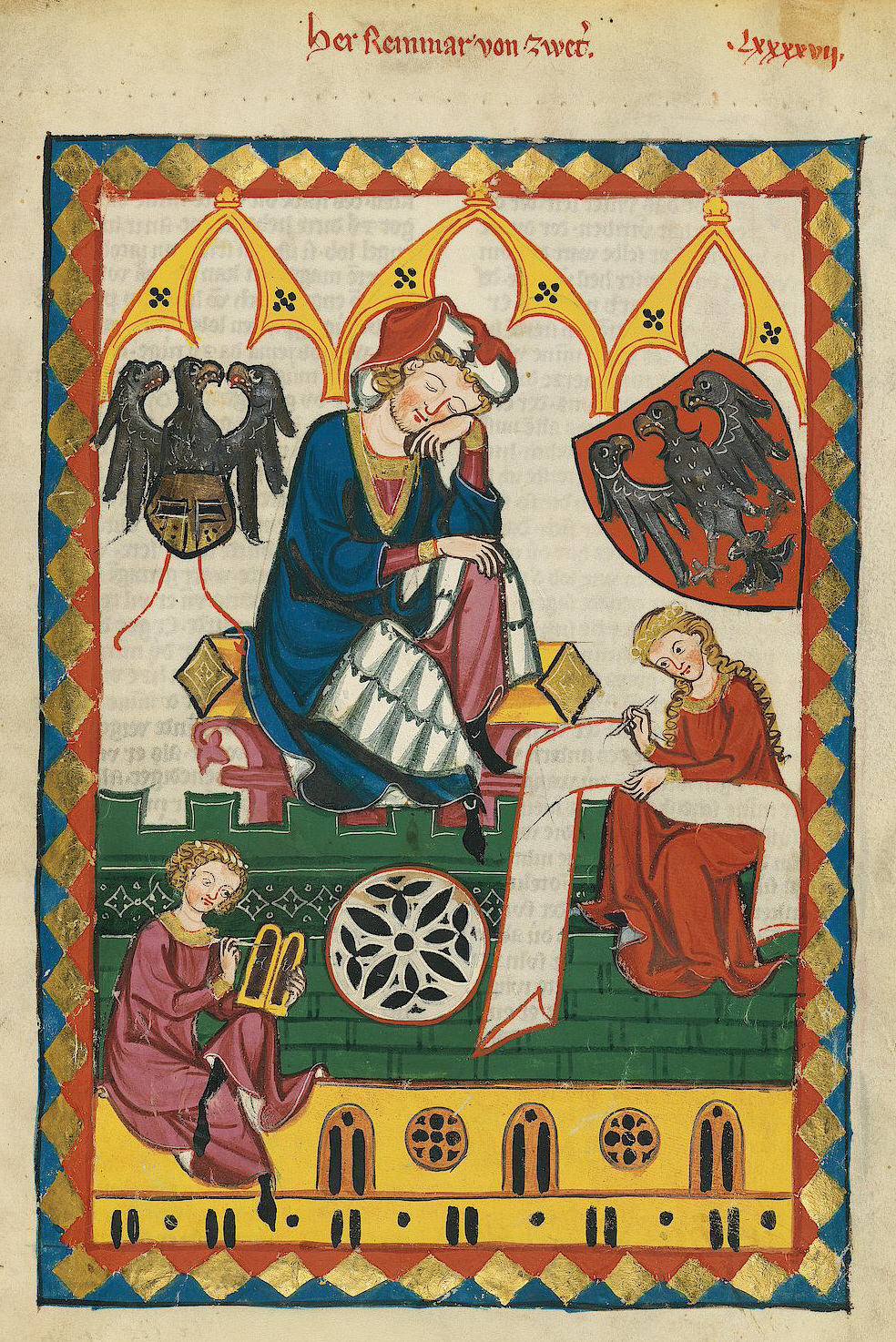
Dreiköpfiger Adler in Codex Manesse
Altes Wappen von Siam, dem heutigen Thailand, dreiköpfiger Elefant
Wappen der italienischen Stadt Cerveteri mit dreiköpfiger Hirschkuh
Wappen der italienischen Stadt Triora mit dreiköpfigem Wolf
Schwanenköpfe im Wappen der Herren von Ramschwag
Aschokalöwen im indischen Wappen